# 殺人犯 (電影)
《殺人犯》，是一部於2009年上映的香港電影，由周顯揚執導，郭富城、張鈞甯、張兆輝和陳觀泰主要演出。
該故事因為與大約同時間上映的好萊塢電影《孤兒怨》題材基本上一模一樣而引發抄襲質疑。最終編劇杜緻朗即時向媒體出示4年前撰寫完成的劇本，以證明此故事是100％原創。

## 內容大要
重案组总督察凌光 (郭富城飾) 的同袍泰哥 (陳觀泰飾) 受到襲擊，於是凌出作調查，但是最離奇的是……所有證據都指向凌，對凌非常不利，而凌的記憶一次比一次差，記不起當時的情形。
凌開始對其他人不信任，包括他的妻子希愛 (張鈞甯飾) 和仔仔 (譚真一飾)……
但是他仍然追查下去……究竟他是不是殺人犯，還是另有他人呢?

## 演員
| 演員   | 角色                                                 |
| 郭富城 | 凌光/重案組總督察                                    |
| 張鈞甯 | 程希愛 Hazel/凌光之妻                                |
| 張兆輝 | 阿鬼/重案組警官                                      |
| 譚真一 | 凌福榮（仔仔）/凌光之養子，實為凌光之兄弟 終極大反派 |
| 陳觀泰 | 泰哥/重案組警官                                      |
| 何超儀 | 凌敏 Minnie/凌光之妹                                 |
| 錢嘉樂 | 陳安哲 Andy/重案組警官                               |
| 黃又南 | 梁仔 Leo                                             |
| 葉璇   | 仔仔母                                               |
| 連晉   | 凌父                                                 |
| 董勇   | 余總警司                                             |
| 丘凱敏 | 腦科醫生                                             |
| 余家倫 | George                                               |
| 雨僑   | Team B                                               |
| 何基佑 | Team B                                               |
| 李施嬅 | 聲音演出                                             |

## 獎項
| 頒獎典禮             | 獎項       | 名字       | 結果 |
| -------------------- | ---------- | ---------- | ---- |
| 第29屆香港電影金像獎 | 新晉導演   | 周顯揚     | 提名 |
| 第29屆香港電影金像獎 | 最佳男主角 | 郭富城     | 提名 |
| 第5屆金話梅電影選舉  | 最爛編劇   | 杜緻朗     | 獲獎 |
| 第5屆金話梅電影選舉  | 最爛場面   | 殺人犯解畫 | 獲獎 |

影片入圍了第14屆釜山國際電影節

## 評價
明報的石琪表示：「此電影最大問題是佈局非常誇張，懸疑揭曉時，不禁令觀眾覺得「有沒有搞錯」？雖則世上無奇不有，但實在太反常了。」 電影在網上討論區更被批評得體無完膚，有人形容「看了套如屎般惡頂的戲」，更有人發短訊忠告朋友別入場看，否則抱憾終生。

## 票房
電影上映30日，截至2009年8月6日錄得 1,170萬票房，成績不俗。

## 抄襲疑團
荷李活電影《孤疑》跟《殺人犯》幾乎完全一樣，當中可能存有涉嫌抄襲成份。《殺人犯》的編劇杜緻朗於2009年8月5日接受電話訪問時強調《殺人犯》劇本上映前4年已經完成，並且以堅定的語氣說：「我可以200%肯定係 original（原創），完全無抄襲。」
有批評者指劇情抄襲2009外國電影《孤疑》，但她和導演已請傳媒東方日報及有線電視在場作證明，開出大批2005-2006年期間附件《殺人犯》劇本的電郵做時間證明，比《孤兒》更早數年已寫好《殺人犯》劇本，用實證澄清沒有任何抄襲。

## 外部連結
- Yahoo奇摩電影上《殺人犯》的資料（繁體中文）
- MSN娛樂上《殺人犯》的資料（繁體中文）

- 開眼電影網上《殺人犯》的資料（繁體中文）
- 香港影庫上《殺人犯》的資料（繁體中文）
- 豆瓣电影上《殺人犯》的資料 （简体中文）
- 时光网上《殺人犯》的資料（简体中文）
- AllMovie上《殺人犯》的资料（英文）
- 爛番茄上《殺人犯》的資料（英文）
- 互联网电影数据库（IMDb）上《殺人犯》的资料（英文）